# Фотій (Пурлевський)
Єпископ Фотій (в миру Олександр Олександрович Пурлевський; 20 січня (1 лютого) 1881, Житомир — 3 січня 1938, тюрма НКВД СССР, Нижній Новгород) — єпископ Російської православної церкви, єпископ Омський. Брат архієпископа Никона (Пурлевського).

## Життєпис
Після закінчення сільськогосподарського училища працював агрономом.
1910 року закінчив Київську духовну академію зі ступенем кандидата богослов'я і призначений викладачем Волинської духовної семінарії.
У тому ж році одружився, 4 листопада 1910 року рукопокладений в сан ієрея.
7 червня 1911 — помічник наглядача Кременецького духовного училища. У цьому році призначений інспектором Волинського єпархіального жіночого училища.
2 січня 1916 — законовчитель у П'ятигорській жіночій гімназії.
15 серпня 1916 — викладач Харківської духовної семінарії.
Антоній (Храповицький) умовляв його емігрувати разом з ним, та о. Олександр відмовився, перебуваючи при цьому у матеріальній скруті.
Після того як отець Олександр відмовився співпрацювати з обновленцями, його попередили про арешт, і вночі він залишив місто. Родину виселили зі сторожки. Їх узяв до Іллінської церкви настоятель отець Олександр Маков. У вересні отець Олександр повернувся до Краснодару і став служити в Іллінській церкві разом з Олександром Маковим, з яким його і заарештували 16 грудня 1922 року, засланий за активну боротьбу з обновленством. 9 місяців обидва священики просиділи в одній камері, а потім вислані до країн Середньої Азії.
До Краснодару повернувся наприкінці листопада 1924. Усі храми були зайняті обновленцями, богослужіння робили у будинках по ночах.
1926 року призначений благочинним. Вночі з 1 на 2 березня 1927 року заарештований разом з Олександром Маковим. 4 місяця перебували у в'язниці, а потім вислані по етапу.
Влітку 1929 року став вдівцем. З липня 1930 по 1933 рік був священником в селі Борському, Самарської єпархії.
6 вересня 1933 року пострижений в чернецтво, рукопокладений в ієромонаха.
Впродовж 1933–1935 років згадується як священник Рязанської єпархії, хоча по суті його ніхто не бачив.
8 вересня 1935 року був хіротонований в єпископа Читинського та Забайкальського, замінивши звільненого єпископа Серафима. Цю хіротонію не визнала влада.
З 18 березня 1936 року — єпископ Семипалатинський.
З жовтня 1936 — єпископ Сергачський, вікарій Нижньогородський та Арзамаський.
З липня 1937 — єпископ Омський. 1 серпня 1937 року після прибуття в Омськ заарештований. У грудні 1937 року в газеті «Сельские новости» вийшла стаття про «розгромлену контреволюційну організацію» у Горьківській області, керівником якої був «агент іноземних розвідок» єпископ Фотій (Пурлевський).
Убитий в тюрмі НКВД СССР 3 січня 1938 року в Горькому.